# El Castellar (Torres de Berrellén)
El Castellar es un conjunto de restos arqueológicos situado junto al río Ebro a su paso por la Ribera Alta del Ebro (Zaragoza, España), sobre los Montes de El Castellar.
Se trata de un yacimiento muy extenso y de difícil acceso que agrupa restos de culturas y épocas muy diversas, y que se incluye en un conjunto de yacimientos arqueológicos que abarca desde la granja de Pola en occidente hasta Juslibol en oriente, sobre los escarpes del Ebro.
A este contexto paisajístico y arqueológico pertenecen también las ruinas de los castillos de Juslibol, Miranda, Alfocea, Candespina, Santa Inés y Pola.
Actualmente, una porción del enclave se encuentra incluida en el campo de maniobras militares de San Gregorio, el más grande de España y uno de los mayores de Europa. El acceso habitual a las ruinas desde la barca de paso de Torres de Berrellén implica atravesar los límites del campo de maniobras, a pesar de que la mayor parte de éstas se encuentran fuera de él.
La amplitud del valle del Ebro en la ribera zaragozana y su escasa pendiente, favorecida por la baja resistencia de la litología a la erosión y su elevada capacidad erosiva, hacen que los escarpes en la margen izquierda del río evolucionen mediante desprendimientos rotacionales y caídas de bloques. Esta circunstancia, sumada al abandono y expolio, conduce inevitablemente a la pérdida progresiva del yacimiento debido a la acción erosiva, que se ve exacerbada por las crecidas del río Ebro y las lluvias torrenciales.

## Historia

### Orígenes
La primera ocupación de El Castellar probablemente tuvo lugar con la llegada a la zona de las tribus célticas del centro de Europa en el siglo VII a. C., iniciando la Edad del Hierro en la región. Restos de estas antiguas poblaciones se han conservado tanto en Valdemoro (Pola) como en el poblado de Miranda.
Aguas arriba del Ebro y al otro lado del Jalón comenzaba la Celtiberia a la llegada de los romanos, con las colectividades de belos y lusones, y ciudades como Bílbilis (Calatayud); mientras que en la zona de la vega comprendida entre el Jalón y el Guadalope estaban asentados los sedetanos. Los montes de El Castellar supusieron el límite meridional de la zona de asentamiento de los vascones, existiendo junto al antiguo asentamiento en El Castellar el extremo de un largo camino tradicional de trashumancia hasta el Pirineo, que explicaría la posible existencia de un fortín (o castellar) vascón con fines defensivos y territoriales. Existen algunos restos entre las actuales ruinas que podrían confirmar esta suposición.
Más adelante, en torno al 77 a. C., pudieron ubicarse en la zona los cuarteles de invierno de Castra Aelia, levantados por Quinto Sertorio en el contexto de la primera guerra civil de la República romana, según relata Tito Livio. Tito Livio parece sugerir que Castra Aelia se trataba de un núcleo urbano anterior, posiblemente el propio Castellar, junto al cual se levantaron dichos cuarteles. También existen ruinas romanas posteriores (de la época imperial) que evidencian la existencia de un núcleo urbano de este período, que posiblemente se dedicó a la explotación y comercio de la sal de las minas de la zona.
El asentamiento romano de El Castellar pudo ser abandonado entre los siglos IV y V, información que está todavía por comprobar en el caso de que hubiera seguido estando poblado hasta la época visigoda.

### Edad Media

#### El Castellar islámico
No se sabe de la existencia de fuentes históricas propiamente islámicas, pero sí existe un diploma datado en 1091 y otorgado a nombre de Sancho Ramírez que hace referencia a un distrito islámico en la zona de Super Caesaraugusta que contaba con un castillo defensivo sobre el Ebro y de cara a la vega, situada en Torres de Berrellén. Dicho distrito aparece de nuevo mencionado en un diploma posterior de 1115.
En el diploma de 1091 Sancho Ramírez exceptúa un caserío o barrio (al-Mahall) de la concesión de terrenos y campos, que se correspondería con unos restos ubicados en el conjunto arqueológico de El Castellar (Casas Bajas y Casas Altas), próximos a la Mina Real y próximos al límite territorial de Alfocea.
En 1268 vuelve a hacerse una referencia al barrio con el nombre de Almahaja en una sentencia de Jaime I en Huesca, en el contexto del establecimiento de los términos de dicho barrio de El Castellar y Alfocea.
Del castillo musulmán quedan vestigios en las porciones más antiguas de las ruinas de la villa fortificada. El castillo disponía de un campo visual muy amplio que permitía el control de la vega del Ebro, efecto incrementado por medio de atalayas de comunicación óptica situadas en los montes circundantes: la atalaya de Pola (hoy desaparecida), la atalaya de El Molino (de la que quedan restos, en la retaguardia del castillo, al Norte), la atalaya de Sobradiel (mejor conservada, pero recientemente deteriorada por el derrumbe de su fachada), la torre de la Lora (en la vega del Ebro, hoy desaparecida), la Almenara (cerca de Alagón), las torres de Torres de Berrellén (de las que proviene el nombre del pueblo) y un puesto avanzado en Sobradiel.
De la época musulmana han sobrevivido también restos funerarios y tumbas excavadas en la roca, así como un cementerio musulmán tardío ubicado al otro lado del río, poco antes de la desembocadura del río Jalón y en su margen izquierdo (Campo del Moro), donde se hallaron a mediados del siglo XX gran cantidad de restos humanos de la época. La población judía de El Castellar disponía de su propio lugar de inhumación (Campo del Judío).

#### El Castellar cristiano

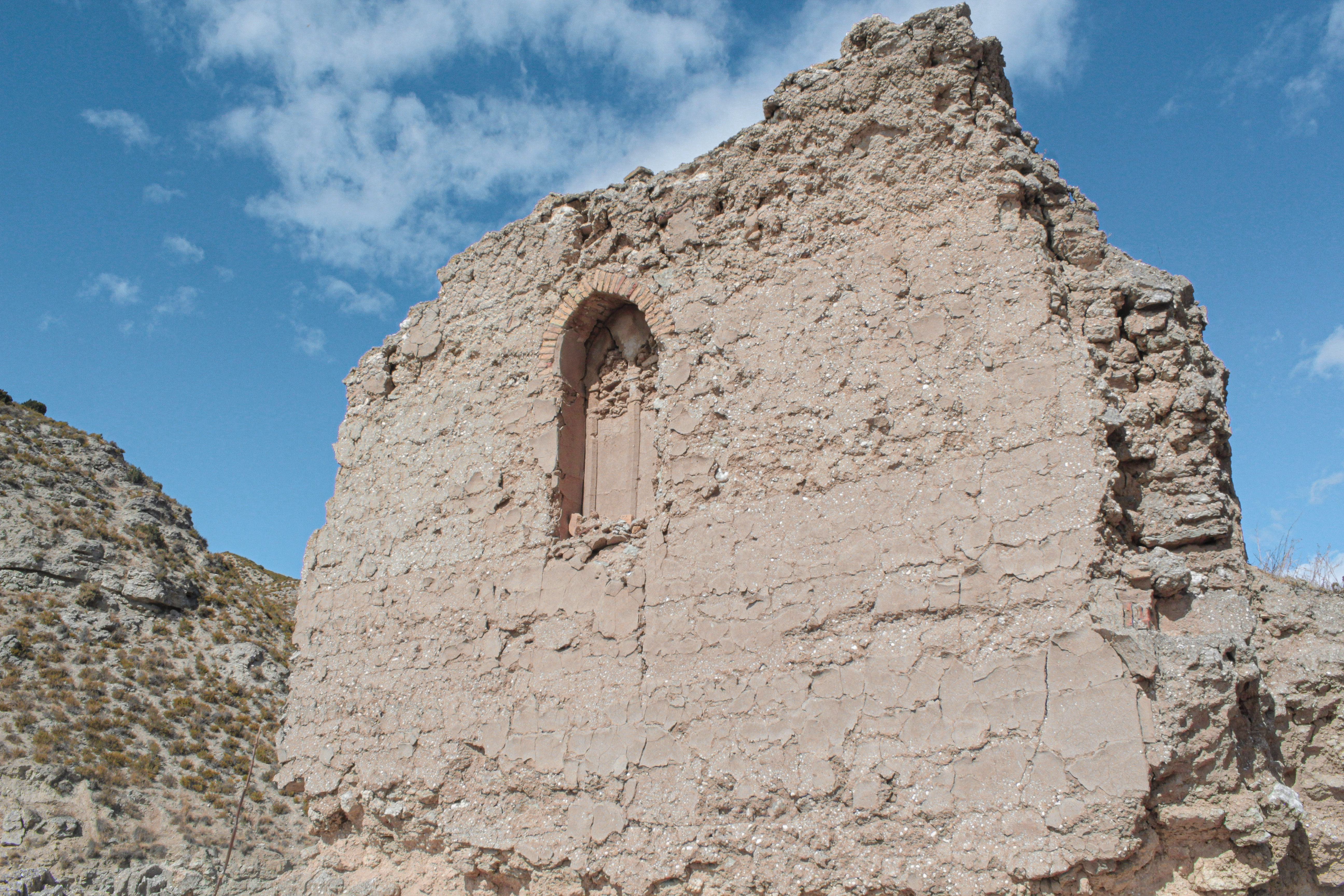
La ventana geminada lobulada del único lienzo restante de la ermita de la Magdalena en el Castellar es uno de los restos más elaborados y singulares del conjunto arqueológico.

En 1086 Sancho Ramírez llevó a cabo un proyecto de fortificación en El Castellar. No obstante, no hay acuerdo respecto a si Sancho Ramírez ordenó la construcción de un castillo entero o si solamente ordenó la construcción de una simple torre defensiva en las cercanías. En caso de tratarse de esto último, posiblemente fuera Alfonso I el verdadero responsable de la construcción del castillo de El Castellar así como de su población. Esto implica que tras conclusión de las obras de fortificación ordenadas por Sancho Ramírez no hubo proceso de población de la zona, o si la hubo, esta fue neutralizada por los musulmanes, tras lo cual Alfonso I ordenó la repoblación. La torre levantada por orden de Sancho Ramírez serviría como garantía de protección para los colonos establecidos en la zona, y no como toma de posición para la conquista de Saraqusta como se tiende a pensar.